# کیرانا
کیرانا (به انگلیسی: Kairana) یک منطقهٔ مسکونی در هند است که در Shamli district واقع شده‌است. کیرانا ۷۳٬۰۴۶ نفر جمعیت دارد و ۲۴۲ متر بالاتر از سطح دریا واقع شده‌است.